# Claudius angustatus
Claudius angustatus là một loài rùa trong họ Kinosternidae. Loài này được Cope mô tả khoa học đầu tiên năm 1865.